# Dražica (Veliki Grđevac)
Dražica is een plaats in de gemeente Veliki Grđevac in de Kroatische provincie Bjelovar-Bilogora. De plaats telt 182 inwoners (2001).